# 렁관푸이
렁관푸이(중국어: 梁君培, 병음: liáng jun1 péi, 포르투갈어: William Leong Kuan Pui, 1998년 7월 24일~)는 마카오와 홍콩의 기독교 목사로, 상인，포르투갈 국적자. 현재 홍콩 개신교의 기독교중푸교회의 성직자이다.